# Pamela (película)
Pamela o Pamela por amor es una película mexicana del género drama, realizada en 2006 y estrenada el 3 de octubre de 2008.
La película fue anunciada inicialmente como una tragicomedia de humor negro.

## Sinopsis
Víctor, un atractivo hombre de 45 años, y Pamela, una hermosa joven de 21 años, se inventan una doble vida, para así permitirse vivir una desbordante pasión que los llevará a cruzar todos sus límites y explorar sus fantasías.
A lo largo de la película se da la impresión de que Pamela es simplemente una chica que juega a la vez que paulatinamente se va involucrando sentimentalmente con Víctor, sin embargo, casi al llegar al final de la película se devela que ellos tenían una relación amorosa previa que habían interrumpido y que además Víctor es el padre de Pamela.

## Actores y personajes
- Pamela, interpretado por Federica Quijano

Es una chica atormentada por sus sentimientos y la manera que lleva su vida. Visita al psicólogo para tratar de entender su vida.
- Víctor, interpretado por Fabián Corrés

Padre de Pamela, de quien está enamorada y con quien intenta retomar la relación amorosa que llevaban anteriormente.
- Miguel, interpretado por Carlos Cardán

Turista que llega casualmente a la vida de Victor y que terminará envuelto en un triángulo amoroso.

## Datos
- Se trata del debut cinematográfico de Federica Quijano, exintegrante del grupo de música pop Kabah.
- El actor Sergio Bustamante realiza una actuación especial como el psicólogo que trata a Pamela.